# Dinky Soliman
Corazon "Dinky" Soliman (Tarlac City, 27 januari 1953 – Quezon City, 19 september 2021), was een Filipijns activist en maatschappelijk werker. Soliman was gedurende twee periodes Minister van Sociale Zaken en Ontwikkeling. Eerst was ze minister in het kabinet van Gloria Macapagal-Arroyo van 2001 tot 2005 en later bekleedde ze dezelfde post in het kabinet van Benigno Aquino III van 2010 tot 2016.

## Biografie
Corazon Soliman werd geboren op 27 januari 1953 in Tarlac City. Na haar middelbare schoolopleiding aan het College of the Holy Spirit behaalde ze een Bachelor of Science-diploma en een Master-diploma Maatschappelijk Werk aan de University of the Philippines. Later studeerde ze nog Bestuurskunde aan de John F. Kennedy School of Government van Harvard. Na haar studie was Soliman jarenlang actief als maatschappelijk werker en activist. Ze was werkzaam voor diverse non-gouvernementele organisaties, waar ze arme gemeenschappen ondersteunde.
In 2001 werd Soliman door president Gloria Macapagal-Arroyo benoemd tot Minister van Sociale Zaken en Ontwikkeling. Vier jaar later nam ze echter ontslag naar aanleiding van het Hello Garcia-schandaal, waarbij Macapagal-Arroyo beschuldigd werd van verkiezingsfraude. In 2010 werd Soliman opnieuw benoemd tot Minister van Sociale Zaken en Ontwikkeling in het kabinet van Benigno Aquino III. Ze zou deze post gedurende de gehele presidentstermijn van Aquino bekleden.
In augustus 2021 raakte Soliman besmet met Covid-19  en overleed de maand erop op 68-jarige leeftijd. Ze was getrouwd met Hector Soliman en kreeg met hem twee kinderen.